# Brodnica Górna
Brodnica Górna (kaszub. Górnô Brodnica) – wieś kaszubska w Polsce, położona w województwie pomorskim, w powiecie kartuskim, w gminie Kartuzy.
| SIMC    | Nazwa        | Rodzaj    |
| ------- | ------------ | --------- |
| 0162984 | Dejk         | część wsi |
| 0162990 | Grzebieniec  | część wsi |
| 0163009 | Kalka        | część wsi |
| 0163015 | Kamionka     | część wsi |
| 0163021 | Mostki       | część wsi |
| 0163038 | Na Łąkach    | część wsi |
| 0163044 | Szklana Huta | część wsi |
| 0163050 | Złota Góra   | część wsi |

Wieś położona jest na Pojezierzu Kaszubskim na terenie Kaszubskiego Parku Krajobrazowego przy drodze wojewódzkiej nr 228.
Jest to stara wioska rycerska, a następnie szlachecka, która przez kilka wieków stanowiła własność dwóch znanych kaszubskich rodów: Lniskich oraz Ustarbowskich. Wieś początkowo była związana z parafią chmieleńską we wsi Chmielno, od której uniezależniła się w 1905, kiedy to w Brodnicy Górnej wybudowano kościół i założono parafię. Brodnica Górna jest siedzibą sołectwa, w którego skład wchodzi miejscowość Kamionka – dawny folwark Brodnicy Górnej. Doroczny festyn kaszubski zwany Truskawkobraniem odbywa się na przełomie czerwca i lipca u podnóża pobliskiej Złotej Góry (235,1 m n.p.m.). W pobliżu Brodnicy Górnej poprzez punkt widokowy Złota Góra przebiega Droga Kaszubska.
W 1749 podzielono wieś na Brodnicę Górną i Brodnicę Dolną.
Przed 1920 miejscowość nosiła nazwę niemiecką Ober Brodnitz. W latach 1975–1998 miejscowość administracyjnie należała do województwa gdańskiego.
W latach 1954–1968 miejscowość była siedzibą gromady Brodnica Górna.